# Pontiac 6000
La 6000 è un'autovettura mid-size prodotta dalla Pontiac dal 1982 al 1991.

## Il contesto
Il modello si posizionava tra la più piccola Phoenix e la leggermente più grande Bonneville (in precedenza, la LeMans). La 6000 condivideva il pianale con la Buick Century, la Chevrolet Celebrity, la Oldsmobile Cutlass Ciera e la Oldsmobile Cutlass Cruiser familiare.
Basata sul pianale A della General Motors, è stata disponibile sia a trazione anteriore che con trazione integrale.

## Storia

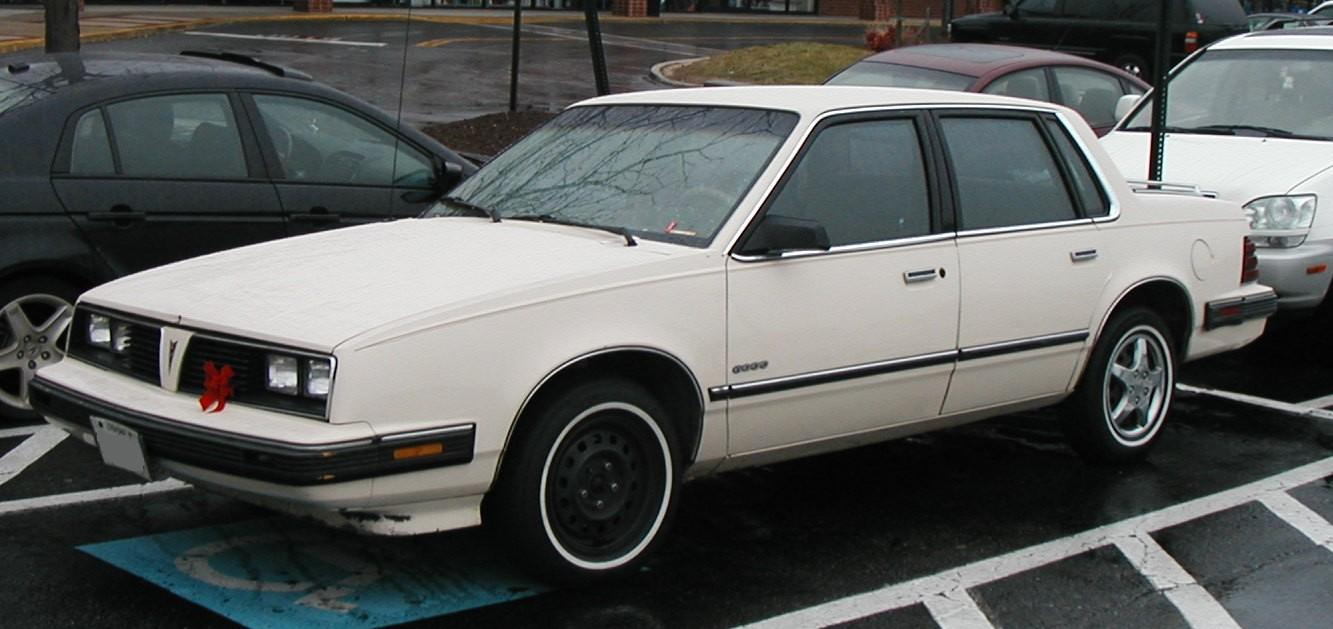
Una Pontiac 6000 berlina

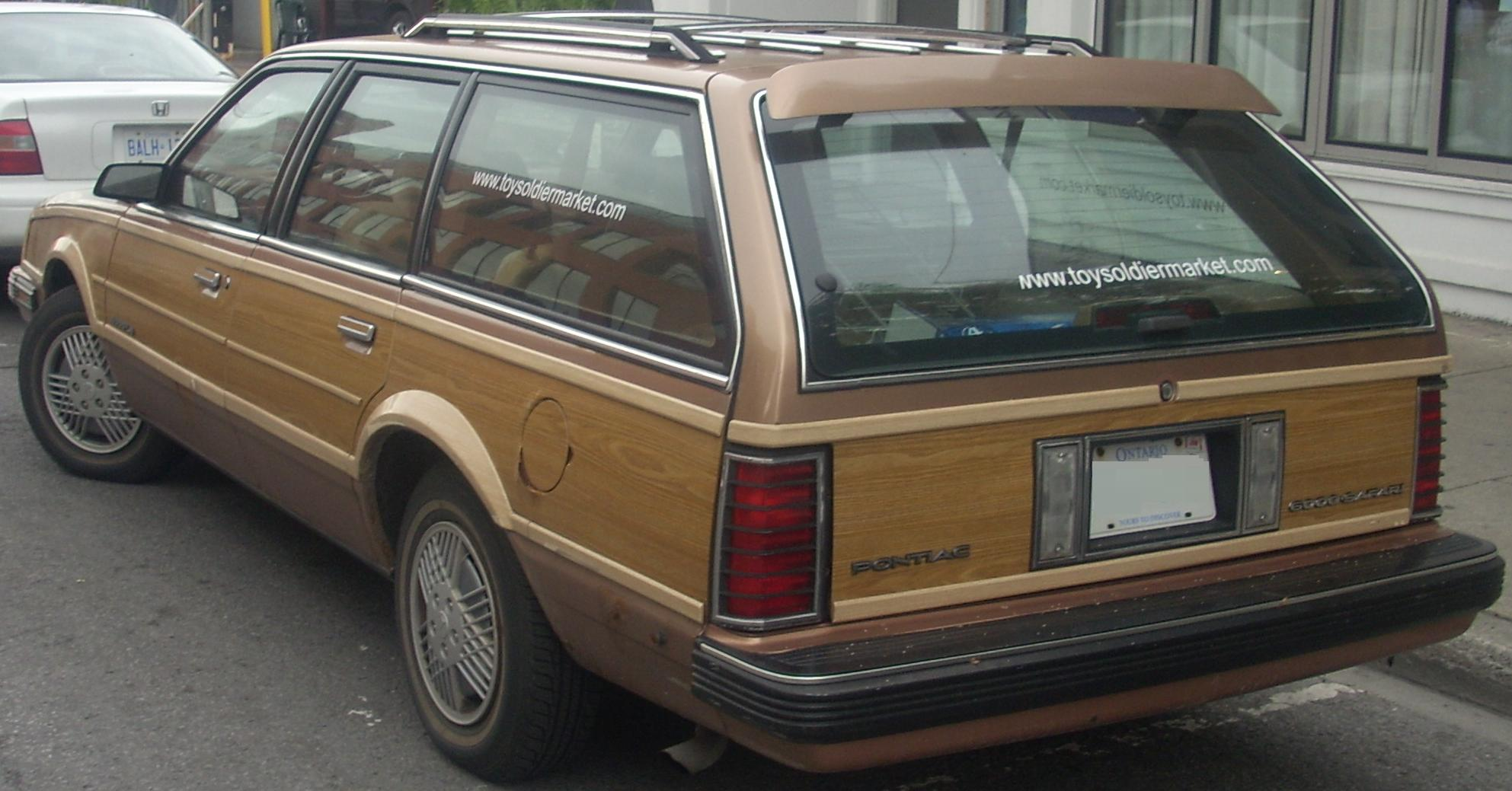
Una Pontiac 6000 Safari familiare

La 6000 è stata assemblata a Oshawa, in Canada, dal 1981 al 1988, ed a Oklahoma City fino alla fine della produzione. Il modello venne anche assemblato a Tarrytown per pochi anni. Nel 1984 la 6000 fu il modello Pontiac più venduto, con oltre 122.000 esemplari commercializzati. Con la fine della produzione della T1000 dopo il 1987, la 6000 fu l'ultima Pontiac a possedere tre zeri nel nome; la 2000 Sunbird fu infatti tolta dal mercato nel 1985.
Nel 1982, erano disponibili due allestimenti, 6000 e 6000 LE. Entrambi avevano installato di serie il nuovo motore Tech IV a quattro cilindri in linea da 2,5 L di cilindrata con iniezione a corpo farfallato, erogante 90 CV di potenza. Motori opzionali furono un V6 da 2,8 L con un carburatore a doppio corpo erogante 112 CV, ed un V6 Diesel Oldsmobile da 85 CV. Quest'ultimo fu poco popolare, e venne offerto solo fino al 1985. Il motore da 2,8 L fu aggiornato nel 1985 e venne dotato di un sistema ad iniezione multi-point, che consentì al propulsore di sviluppare fino a 135 CV. Il motore da 2,8 L ad iniezione debuttò sulle versioni base ed LE nel 1986, ma su questi allestimenti disponeva solo di 125 CV. Invece, il motore Tech IV fu oggetto, durante gli anni, di modifiche marginali che lo resero praticamente immutato.
Nel 1984 fu introdotta la versione familiare, la 6000 Safari, che sostituì la LeMans station wagon. Nel 1987, venne introdotta la versione S/E (che possedeva il gruppo motopropulsore della STE). Nello stesso anno i fanali anteriori rettangolari furono sostituiti da fari compositi. Nel 1989, la coupé fu tolta dal mercato, e la 6000 ebbe in dotazione un tettuccio dalle forme più arrotondate, che si poteva trovare sulla Buick Century e la Oldsmobile Cutlass Ciera. Nell'anno citato il modello fu oggetto di un restyling che coinvolse i fanali anteriori e la calandra. Nel 1990 un motore V6 da 3,1 L sostituì quello da 2,8 L. Dopo che la versione STE fu tolta dal mercato nel 1990, l'allestimento S/E ricevette l'opzionale trazione integrale. Questa possibilità non fu però più disponibile nel 1991. La 6000 fu tolta dal mercato nel 1991, e fu sostituita dalla Grand Prix. La 6000 familiare fu l'ultimo modello station wagon offerto dalla General Motors con marchio Pontiac.
L'ultimo esemplare di 6000 uscì dalle catene di montaggio il 22 luglio 1991.

## La versione STE

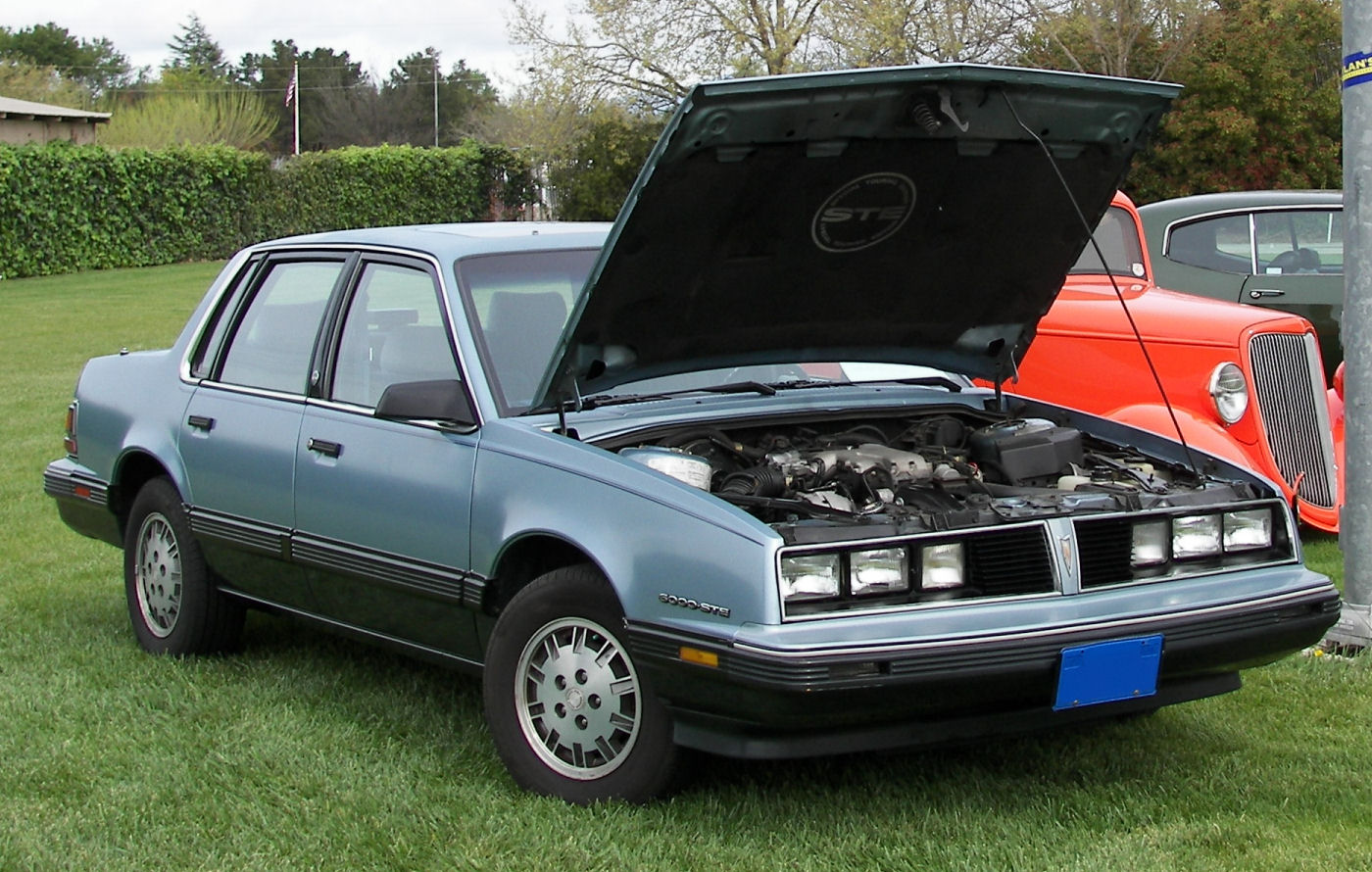
Una Pontiac 6000 STE del 1985

La 6000 STE (Special Touring Edition) è stata introdotta nel model year 1983. Poteva ospitare cinque passeggeri ed era equipaggiata di sedili speciali e da alzacristalli elettrici. Questi ultimi sulla STE era offerti di serie, mentre erano disponibili come optional sulle 6000 standard. Questo allestimento speciale montava una versione ad alte prestazioni del motore V6 da 2,8 L. Questo propulsore aveva installato un carburatore a doppio corpo ed erogava 135 CV di potenza, invece dei 112 CV del propulsore ordinario.
Sebbene fosse stata concepita e commercializzata per competere contro BMW e Audi, la 6000 STE utilizzava una tecnologia più datata rispetto a quella dei modelli concorrenti. L'alimentazione, ad esempio, era a carburatore, contro il sistema ad iniezione montato sulle concorrenti. La strumentazione, ad esempio, mancava del contagiri. La versione STE del 1984 montava una strumentazione digitale che comprendeva un tachimetro digitale a barrette, e possedeva un sistema che monitorava le luci, le portiere, la messa a punto e gli pneumatici. Una speciale cremagliera dello sterzo e delle speciali sospensioni autolivellanti diedero al modello una maneggevolezza tipica delle auto europee. Un impianto frenante a disco sulle quattro ruote e degli pneumatici piuttosto larghi, migliorarono la capacità decelerante.
Nel 1985 il motore fu aggiornato, e l'alimentazione a carburatore venne sostituita da un sistema di iniezione multi-point. La cilindrata e la potenza erogata rimasero identiche. Sebbene il cambio automatico a tre rapporti rimase compreso nell'equipaggiamento standard (il cambio manuale Getrag a cinque marce era un optional senza sovrapprezzo), il motore ora forniva al veicolo un'accelerazione migliore.
Nel 1986 venne rivista la parte frontale e furono installati nuovi fanali anteriori compositi, l'ABS, un contagiri rivisto ed il volante con i comandi dell'impianto audio (i primi del genere). Fu disponibile un nuovo cambio a quattro rapporti. Nel 1987 furono anche offerti dei sedili elettrici ad otto modalità e con memoria per due posizioni. Nel 1988 fu disponibile un sistema a trazione integrale, che era accoppiato ad un motore LH0 V6 da 3,1 L. Questa fu la prima applicazione su un'auto di serie di questo propulsore General Motors. Il cambio disponibile era una trasmissione automatica a tre rapporti, che non aiutava le prestazioni e non limitava il consumo di carburante. Il sistema a quattro ruote motrici diventò standard nel 1989, ma fu disponibile sull'allestimento SE nel 1990, cioè fino a quando la STE fu in commercio all'interno della gamma della 6000. Nell'anno in questione questa versione speciale venne spostata nella gamma della Grand Prix. Da quest'ultima, fu tolta nel 1993.
Secondo la rivista Car and Driver, la Pontiac G6 GT, introdotta nel 2005, è da considerarsi il modello successore della 6000 GT.

## Motorizzazioni
| Ann       | Motore                                                                         | Potenza | Note                                            |
| --------- | ------------------------------------------------------------------------------ | ------- | ----------------------------------------------- |
| 1982–1991 | LR8 Tech IV" da 2,5 L, iniezione a corpo farfallato, quattro cilindri in linea | 90 CV   |                                                 |
| 1982–1986 | LE2 da 2,8 L, carburatore a doppio corpo, V6                                   | 112 CV  |                                                 |
| 1982–1985 | LT7 da 4,3 L, diesel, V6                                                       | 85 CV   |                                                 |
| 1983–1984 | LH7 da 2,8 L, carburatore a doppio corpo, V6                                   | 135 CV  | Disponibile sulla STE                           |
| 1985–1986 | L44 da 2,8 L, iniezione, V6                                                    | 140 CV  | Disponibile sulla STE                           |
| 1987–1989 | LB6 da 2,8 L, iniezione, V6                                                    | 130 CV  |                                                 |
| 1988–1989 | LH0 da 3,1 L, iniezione, V6                                                    | 135     | Disponibile sulla STE con quattro ruote motrici |
| 1990–1991 | LH0 da 3,1 L, iniezione, V6                                                    | 140 CV  |                                                 |

## Trasmissioni
- 1984–1986: cambio manuale a quattro rapporti Muncie con overdrive (disponibile solo il motore a quattro cilindri in linea da 2,5 L e sul motore Diesel da 4,3 L);
- 1987–1988: cambio manuale a cinque rapporti Muncie/Getrag 5T40/HM282 con overdrive (solo con il motore V6 da 2,8 L);
- 1982–1991: cambio automatico a tre rapporti Turbo Hydramatic 125C/3T40 (standard con tutti i motori);
- 1985–1991: cambio automatico a quattro rapporti Turbo Hydramatic 440-T4/4T60 con overdrive (solo con i motori V6).

## Riconoscimenti
La 6000 STE entrò per tre volte nella classifica stilata dalla rivista Car and Driver dei migliori dieci modelli dell'anno, dal 1983 al 1985.